# Platz der Luftbrücke (metrostation)
Platz der Luftbrücke is een station van de metro van Berlijn, gelegen onder de Mehringdamm op de grens van de Berlijnse stadsdelen Kreuzberg en Tempelhof. Het metrostation werd op 14 februari 1926 geopend onder de naam Kreuzberg en was op dat moment het zuidelijke eindpunt van lijn CII, een van de takken van de Nord-Süd-Bahn. Tegenwoordig is station Platz der Luftbrücke, genoemd naar het nabijgelegen gelijknamige plein, onderdeel van lijn U6.
Het Berlijnse stadsbestuur kampte bij de aanleg van de Nord-Süd-Bahn met een constant gebrek aan financiële middelen, waardoor de lijn na de opening in 1923 steeds in kleine etappes werd verlengd. Als eerste besloot men de oostelijke tak naar Neukölln (lijn CI, tegenwoordig deel van de U7) aan te leggen; de bouw van lijn CII, de westelijke tak van de Nord-Süd-Bahn, begon in 1924. Twee jaar later kwam het eerste deel van deze lijn gereed, met Kreuzberg als enige station. Verdere verlenging zou echter snel volgen: in september 1927 naar station Flughafen (nu Paradestraße) en in december 1929 naar het Ringbahnstation Tempelhof. Op lijn CII gingen zowel pendeltreinen tot aan Belle-Alliance-Straße (nu Mehringdamm geheten), het station waar de hoofdlijn zich splitste, als doorgaande treinen naar het centrum van de stad rijden.
De naam van station Kreuzberg verwees niet naar het stadsdeel, aan de rand waarvan het gelegen is, maar naar de heuvel Kreuzberg, die zich ten westen van het metrostation bevindt. Het bij de vorming van Groot-Berlijn in 1920 ontstane stadsdeel heette aanvankelijk Hallesches Tor en zou pas later naar de Kreuzberg genoemd worden.

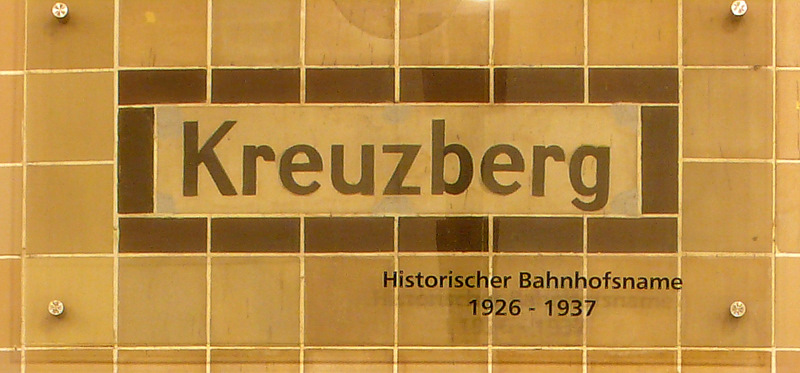
Bij een restauratie in de jaren negentig kwamen borden met de oude stationsnaam tevoorschijn, waarvan een tweetal werd behouden.

Door een stijging in het landschap in de omgeving van de Kreuzberg kwam de tunnel dieper dan gebruikelijk te liggen. In station Kreuzberg bood deze omstandigheid de mogelijkheid een zeer ruime, hoge hal te creëren. Voor het ontwerp van het station tekende Alfred Grenander, indertijd huisarchitect van de Berlijnse metro. Het dak werd uitgevoerd als tongewelf, hetgeen de in Berlijnse metrostations gebruikelijke pilaren overbodig maakte. Berlijn kent slechts een ander metrostation met deze eigenschap: Märkisches Museum. Decoratief ingesneden betoncassettes, waarin de verlichting is aangebracht, geven het dak de aanblik van een gestuct plafond. De wanden werden bekleed met grijze tegels. Net als in de andere Nord-Süd-Bahnstations uit deze periode koos men voor koudglazuurtegels, die goedkoper zijn dan de gebrande variant. In de oudere stations van de Nord-Süd-Bahn (geopend in 1923) had men nog meer moeten bezuinigen en werden de wanden helemaal niet betegeld. In plaats daarvan is daar een eenvoudige bekleding van pleister te vinden.
In de jaren dertig werd de nabijgelegen luchthaven Tempelhof volledig herbouwd; op loopafstand van station Kreuzberg verrees de nieuwe terminal. In 1937 werd het station daarom hernoemd tot Flughafen. Het metrostation dat eerder deze naam droeg en voor de oude hoofdingang van de luchthaven ligt, heet sindsdien Paradestraße.
De Tweede Wereldoorlog zorgde voor grote verwoestingen in het Berlijnse metronet, maar het buiten het stadscentrum gelegen station Flughafen bleef ongeschonden. Desondanks moest het station eind april 1945 zijn deuren sluiten, aangezien het metroverkeer in de gehele stad vanwege de vele verwoestingen en gebrekkige stroomvoorziening gestaakt werd. De situatie verergerde nog in mei 1945, toen de Noord-zuidtunnel van de S-Bahn ter hoogte van het Landwehrkanaal werd opgeblazen en onder water kwam te staan. Via een voetgangerstunnel in station Friedrichstraße bereikte het water ook het metronetwerk. Ook lijn C overstroomde, maar het water bereikte het in een heuvel (en dus hoger) gelegen station Flughafen net niet. De dienst kon op dit deel van de lijn dan ook al snel hervat worden, op 11 juni reden de eerste pendeltreinen tussen Tempelhof en Belle-Alliance-Straße. Drie maanden later werd de dienst op lijn CII vanwege een tekort aan materieel echter weer gestaakt. In februari 1946 nam men de dienst weer op en werd station Flughafen definitief heropend.

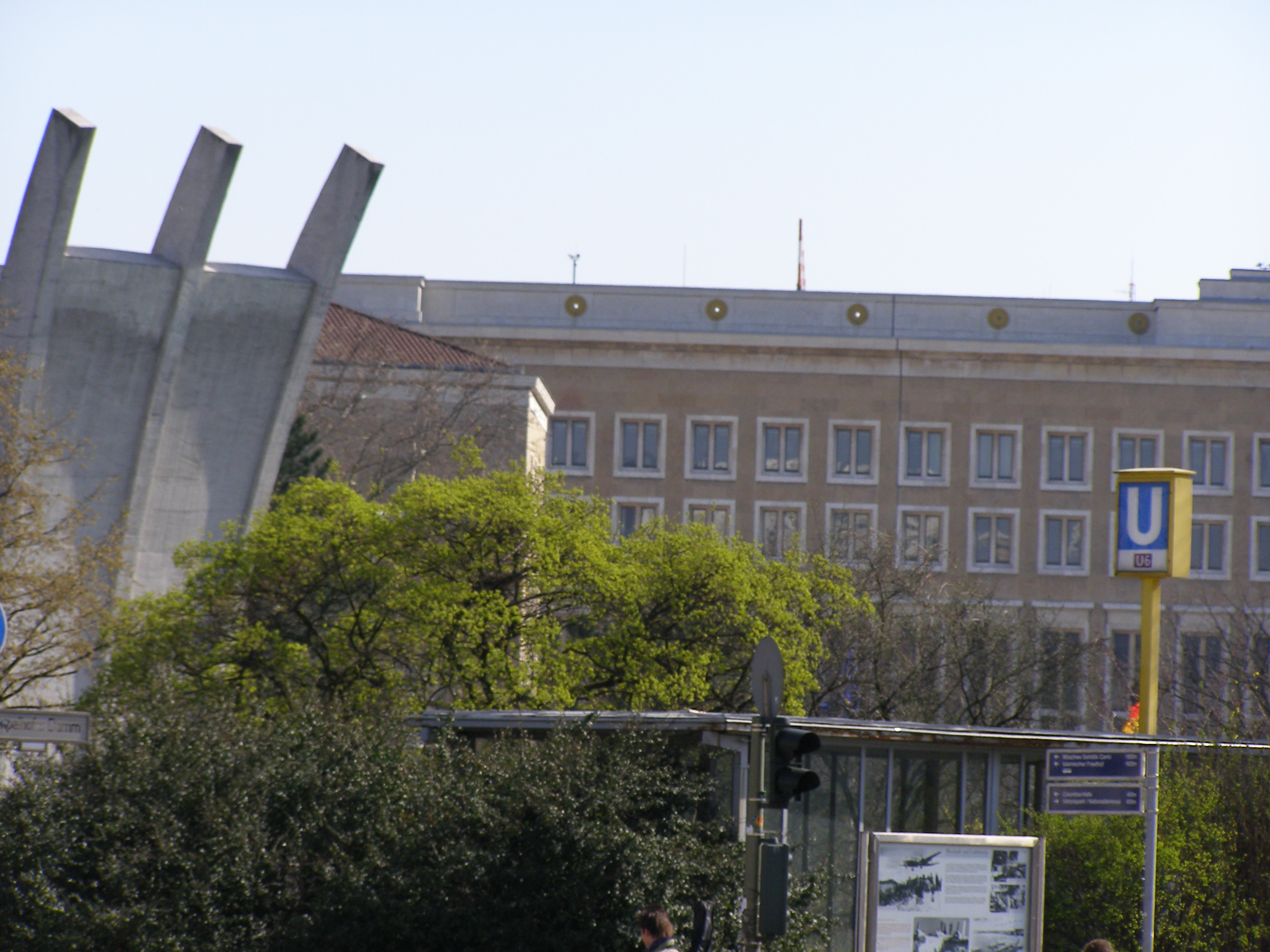
Een van de toegangen tot station Platz der Luftbrücke, naast het monument voor de luchtbrug

In 1975 onderging het station zijn tweede naamswijziging en ging het Platz der Luftbrücke heten. Het zwaartepunt van het vliegverkeer was inmiddels verschoven naar luchthaven Tegel, waardoor de naam Flughafen niet meer voldeed. Het voorplein van luchthaven Tempelhof was al in 1949 hernoemd tot Platz der Luftbrücke, ter herinnering aan de luchtbrug tijdens de Blokkade van Berlijn (1948-1949).
In de jaren negentig werd het metrostation, dat de monumentenstatus geniet, gerestaureerd. Hierbij doken de oorspronkelijke stationsborden met de naam Kreuzberg weer op. Twee van deze borden werden behouden achter een glasplaat met een korte uitleg.
Aan beide uiteinden van het eilandperron van het metrostation bevindt zich een tussenverdieping met diverse uitgangen naar de Mehringdamm, de Platz der Luftbrücke en de Tempelhofer Damm. Het station is momenteel alleen te bereiken via trappen en roltrappen. Het stadsbestuur en het vervoerbedrijf BVG bouwen volgens een meerjarenplan liften in alle Berlijnse metrostations. De verbouwing waarbij station Platz der Luftbrücke van twee liften voorzien wordt, is naar verwachting in 2016 voltooid.